# Ignoranță
Ignoranța (din latină ignorantia prin franceză ignorance) reprezintă o lipsă de cunoștințe elementare, derivând din lipsa de învățătură, noțiunea fiind sinonimă cu incultură.
Eliminarea ignoranței se face prin educație.

## Clasificarea ignoranței
Roger D. Congleton,  profesor de economie la West Virginia University, a publicat în 2001 un articol în care clasifica ignoranța în două categorii: ignoranța naturală și ignoranța rațională.
După părerea sa, ignoranța rațională presupune, în termeni foarte simpli, că un individ va alege în mod conștient să rămână neinformat în privința anumitor aspecte ale lumii care fie îl afectează mai puțin sau pe care nu le poate influența. Autorul subliniază caracterul deliberat al ignoranței raționale și face o distincție între aceasta și ceea ce a etichetat ca fiind ignoranța naturală. Cel mai bun exemplu de ignoranță naturală este starea în care ne naștem. În acel moment, suntem complet ignoranți cu privire la lumea care ne înconjoară, dar această stare nu este o alegere pe care am facut-o. Autorul continuă prin a defini ignoranța rațională ca fiind „linia subțire care separă ignoranța naturală de cunoaștere”. O descrie astfel pentru a sublinia următoarea caracteristică a ignoranței raționale: pentru a fi rațional ignorant cu privire la o anumită problemă, un individ trebuie să știe că această problemă există, fiindcă numai în această condiție poate lua decizia rațională de a rămâne neinformat cu privire la ea.

## Citate
- Adevărata ignoranță nu este absența cunoașterii, ci refuzul de a o dobândi. (Karl Popper)
- Ignoranța este un păcat foarte grav, căci un creștin autentic nu poate fi prost. (Părintele Galeriu)